# Bad Bederkesa
Bad Bederkesa község Németországban, Alsó-Szászországban, a Cuxhaveni járásban. Lakosainak száma 5227 fő (2013. december 31.).

## Testvértelepülések
- Bodmin